# وایبو ولدمن
وایبو ولدمن (انگلیسی: Wybo Veldman؛ زادهٔ ۲۱ اکتبر ۱۹۴۶) قایقران روئینگ اهل نیوزیلند بود.
وی در مسابقات کشوری و بین‌المللی در مجموع برندهٔ ۲ مدال طلا، ۱ مدال نقره، ۱ مدال برنز شده‌است.